# Rebesbrunn
(Zum) Rebesbrunn ist eine Häusergruppe bei Rodewisch in Sachsen.

## Lage

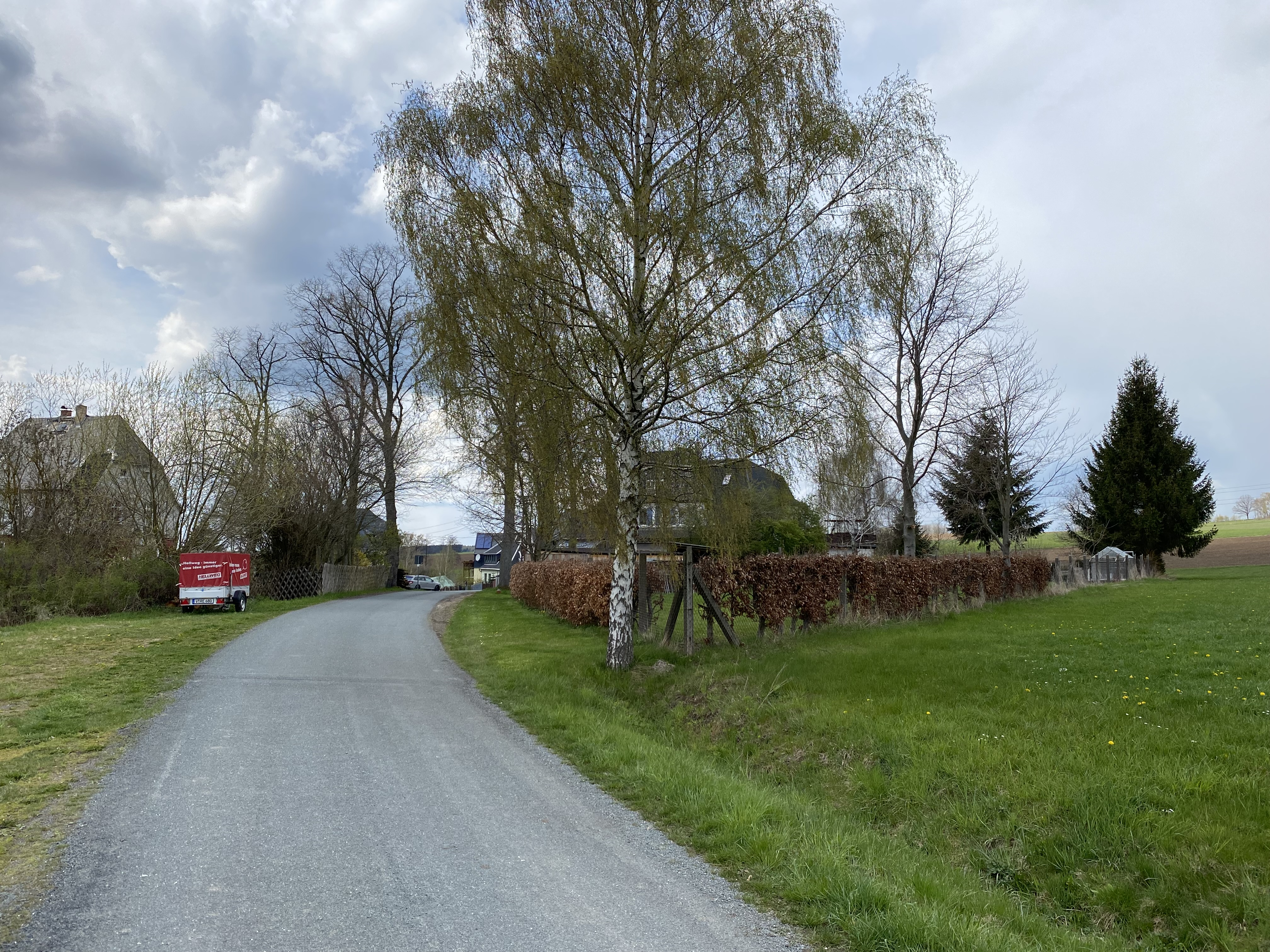
Der untere Teil von Rebesbrunn

Die Siedlung liegt vom Rodewischer Stadtzentrum in nordöstlicher Richtung auf dem Höhenrücken zwischen Wernesbach und Plohnbach auf der Rodewisch zugewandten Seite auf etwa 475 m. Rebesbrunn ist über die Rebesbrunner und die Bachstraße an das Straßennetz angebunden. Rebesbrunn verfügt anders als beispielsweise Ludwigsburg oder die Winkelhäuser über eigene Ortseingangsschilder.
Rebesbrunn ist eine geschlossene Häusergruppe.

## Geschichte

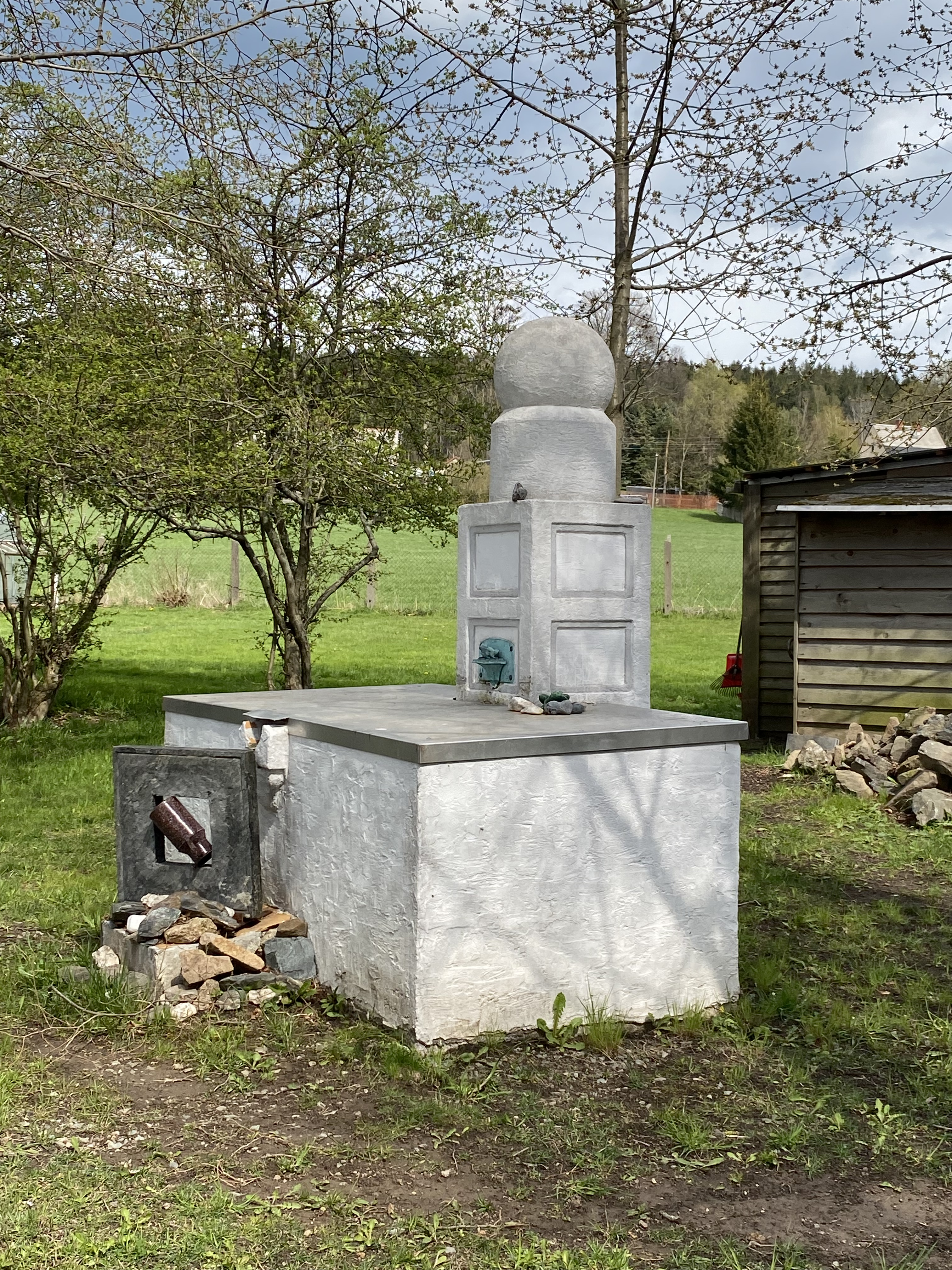
Brunnen in Rebesbrunn: Als Kulturdenkmal „von heimatgeschichtlicher Bedeutung“

Rebesbrunn wurde erstmals 1555 als „das Forbergk [sicherlich ist Vorwergk gemeint] an dem Rebsbrunnen gelegen“ erwähnt. Dabei handelte es sich um einen größeren Gutshof von umgerechnet ca. 10 bis 20 ha. Die nächsten Eintragungen lauten auf Rebersbrunn (1758), Rebesbrunn (1791), Rebesbrunn und Rebersbrunn (1821) und Rebersbrunn (1839). Ab 1875 ist nur noch die heutige Bezeichnung geläufig. Der Name geht wahrscheinlich auf einen Brunnen oder einen Quell zurück, der vermutlich nach einem Erstbesiedler mit dem Namen Reber benannt wurde. 1875 lebten in Rebesbrunn 15 Einwohner. 1877 galt Rebesbrunn als „besonders benannter Wohnplatz“ im Königreich Sachsen, der zur Gemeinde Rodewisch gehörte. 1880 lebten in 3 Häusern 11 Personen.
Den Bau der heutigen Siedlung Rebesbrunn beauftragte der Fabrikbesitzer Lenk aus Rodewisch zur Unterbringung seiner Mitarbeiter aus der Streichgarnfabrik. Ebenfalls errichtet wurde das Gebäude des damaligen Gasthauses, das noch heute steht.
Durch Rebesbrunn führte früher die einzige Verbindung vom Dorf Rodewisch zur Commerzialstraße Zwickau/Schneeberg, eine wichtige Handelsroute in der Umgebung. Dieser Weg ging über den sogenannten Sauberg, an dem sich mit dem Sauberghaus eine Gaststätte mit Schankgenehmigung für Branntwein und Herberge sowie Zuspann befand. Wurden schwere Lasten über die Berge der Umgebung transportiert, konnten hier weitere Tiere „zugespannt“ werden. Zuletzt befand sich hier die örtliche MTS.
In Rebesbrunn befand sich die Schmalfußche Rußhütte, die letzte von drei Rodewischer Kienruß produzierenden Unternehmen. Sie wurde 1926 abgerissen.